# Бучацкий, Теодорих
Теодорих Бучацкий (Теодор Бучацкий-Язловецкий; ок. 1378—1450/1456) — польский шляхтич, староста каменецкий, галицкий и червоногородский, каштелян каменецкий и генеральный староста подольский (1440—1456), основатель рода Язловецких.

## Биография
Представитель польского шляхетского рода Бучацких герба «Абданк», старший сын Михаила Адванца (ум. 1392) и Маргариты Кола. Братья — воеводы подольские Михаил Бучацкий (ум. 1438) и Михаил «Мужило» Бучацкий (ум. 1470).
Осенью 1430 года Теодорих Бучацкий вместе с братьями Михаилом и Михаилом «Мужило» захватил литовские замки Каменец-Подольский, Смотрич, Скала и Червоноград, что помогло Владиславу Ягелло захватить Западную Подолию у великого князя литовского Свидригайло и присоединить к польской корооне после завершения войны.
В 1431 году во время осады польской армией Луцка стало известно о нападении молдавского господаря Александра Доброго на коломейский, галицкий и каменецкий поветы. По приказу короля Теодорих Бучацкий вместе с братьями двинулся против противника и разбил молдаван в битве под Каменцем-Подольским, вернул часть награбленной добычи и захваченных пленников.
В ноябре 1432 года в битве на реке Мурафе Теодор Бучацкий потерпел поражение от литовского войска под командованием князя Фёдора Острожского и был захвачен в плен. В мае 1433 года Теодорих Бучацкий был освобожден из плен в обмен на тевтонского комтура Вернера фон Нессельроде.
Занимал должности старосты каменецкого и червоногородского (1436). В 1437 году из-за споров с польским королём Владиславом Варненьчиком лишился этих чинов. В 1438 году его брат, воевода подольский Михаил Бучацкий, погиб в бою с татарами. В 1440 году в Старом Сонче получил от короля Владислава Варненьчика должности старосты генерального подольского и каштеляна каменецкого.
До 1442 года Теодорих Бучацкий за денежную ссуду короне получил в держание замок Каменец-Подольский. В 1442 году за успешную защиту Подолии получил от короля Владислава III приграничные замки Калаур на Днестре, Черногород и Хаджибей.
Зимой 1443—1444 годах Теодорих Бучацкий предпринял неудачную попытку посадить на господарском престоле в Молдавии Илью. В 1447 году в результате похода присоединил к Подольскому воеводству приграничные северо-восточные поветы с замками Летичев и Хмельник. В 1448 году присутствовал на съезде духовества и шляхты в Люблине. Успешно отразил набег татар, отбив у кочевников большой ясырь.
После гибели молдавского господаря Романа ІІ (1447—1448), сына Ильи I и двоюродного брата Казимира Ягеллончика, по приказу короля предпринял военный поход в Молдавию, чтобы вернуть господарский престол Александру ІІ, другому сыну Ильи. Польское вторжение в Молдавию закончилось поражением. В сентябре 1450 года молдавский господарь Богдан II в битве под Краснополем разгромил польскую армию. В сражении погибли многие польские рыцари, в том числе воевода русский Пётр Одровонж и Михаил Бучацкий, племянник Теодориха Бучацкого.
В 1452 года из-за ошибки Теодориха Бучацкого татары опустошили Подолье и захватили в плен некоторых шляхтичей с их семьями.
Благодаря брака с Катажиной из Мартынова получил во владение город Язловец, который избрал своей резиденцией. Стал именовать себя Теодор из Бучача и Язловца, став родоначальником династии Язловецких. В феврале 1436 года выделил средства на строительство католического костёла в Язловце. Около 1448 года основал княжеский замок в Язловце, который получил Магдебургское право. Заложил доминиканский монастырь с костёлом Вознесения Богородицы в Червонограде в 1444 году, который в 1448 году получил от короля Магдебургское право.

## Семья
Был дважды женат. Имя и происхождение первой жены не известно. Вторая жена Катажина из Язловца, Мартынова и Монастыриски. Дети:
- Бартош (Бартоломей) Язловецкий (ум. 1457/1462), староста каменецкий
- Михаил Язловецкий (ум. 1511), стольник галицкий (1493), подкоморий галицкий, подкоморий и староста каменецкий
- Ян Язловецкий-Монастырский ум. 1471/1492), женат на Барбаре из Олеско
- Анна Язловецкая, жена Менжика Прухницкого
- Эльжбета Язловецкая, 1-й муж Станислав из Ходоростава, 2-й муж Ежи Ганд из Бартодзии, 3-й муж Ян Масловский
- Маргарита Язловецкая, жена Гневка